# Carabunia zora
Carabunia zora är en stekelart som beskrevs av Hayat 2003. Carabunia zora ingår i släktet Carabunia och familjen sköldlussteklar. Inga underarter finns listade.